# 디 디 라몬
더글러스 글렌 콜빈(영어: Douglas Glenn Colvin, 1951년 9월 18일 ~ 2002년 6월 5일)은 미국의 음악가, 가수, 래퍼이자 송라이터로 펑크 록 밴드 라몬스의 결성 멤버이자 베이시스트로 유명하다. 라몬스의 활동 당시 예명은 디 디 라몬(영어: Dee Dee Ramone)이다. 밴드에서 가장 많은 곡을 작사하고 작곡하였으며, 〈53rd & 3rd〉, 〈Commando〉, 〈Wart Hog〉, 〈Rockaway Beach〉, 〈Poison Heart〉, 〈Bonzo Goes To Bitburg〉(My Train Is Hanging Upside Down으로도 알려져 있음) 등을 만들었다. 후자는 1986년에는 뉴욕 뮤직 어워드 올해의 인디 싱글에서 수상을 하였으며, 곡이 수록된 《Animal Boy》는 음반상을 수상하였다.
디 디는 원래 밴드의 리드 보컬리스트였으나, 원래 드러머 자리에 있던 조이 라몬이 리드 보컬리스트 자리를 대체하였다. 하지만 일부 곡은 리드 보컬로 노래하기도 한다. 디 디는 1974년부터 1989년까지 라몬스의 베이시스트이자 송라이터로 있었으며, 이후 디 디 킹이라는 이름으로 힙합 음악을 하기도 하였다. 이후 다시 펑크 록계로 들어왔으며, 3개의 솔로 음반을 더 발매하였다.
디 디는 약, 특히 헤로인에 중독되어 있었다. 청소년 때부터 손을 대었던 마약은 어린 시절에 지대한 영향을 끼쳤다. 1990년대 초에는 끊은 모습을 보여주었으나, 다시 약을 시작하였고, 결국 과다 복용으로 인해 2002년 6월 5일 향년 50세 나이를 일기로 사망하였다.

## 사생활
더글러스 글렌 콜빈은 1951년 9월 18일 미국 버지니아주 포트리에서 태어났다. 아버지는 미군이었으며, 어머니는 독일 국적의 여성이었다. 어렸을 때는 아버지의 파견으로 서독의 서베를린에서 지냈다.

### 결혼
1978년, 디 디 라몬은 베라 볼디스와 결혼하였다. 볼디스에 따르면 디 디는 정신 문제와 약 중독으로 문제를 겪었다. 이 둘은 1990년에 별거를 시작하였으며, 1995년에 이혼하였다.

## 죽음

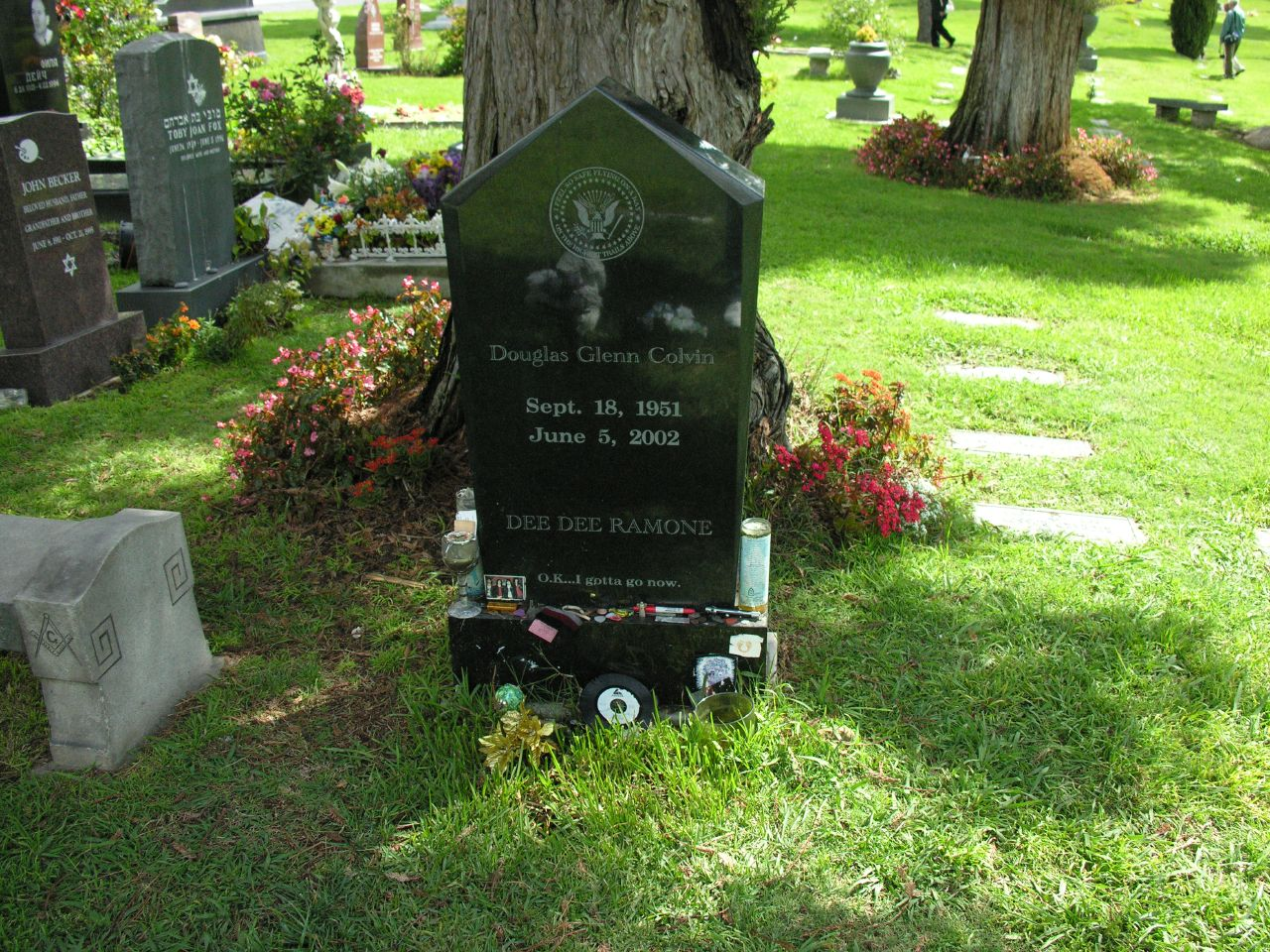
할리우드 포에버 묘지에 위치한 묘지

디 디 라몬은 2002년 6월 5일 할리우드에 위치한 자신의 아파트에서 바버라가 사망한 채로 있는 것을 발견하였다. 검시 결과 헤로인 과다 복용인 것이 밝혀졌다. 사망하기 전, 마제스틱 벤투라 극장에서 공연하기로 예약되어 있었으며, 이 공연은 디 디를 기리기 위한 공연으로 변경되었다.
디 디 라몬은 할리우드 포에버 묘지에 묻혔다. 같이 라몬스 활동을 한 조니 라몬의 묘지와는 멀지 않은 곳에 위치하여 있다.

## 작가
디 디 라몬은 전기 《My Right to Survive》를 《Poison Heart: Surviving the Ramones》라는 이름으로 1998년에 출판하였다. 2쇄는 2001년에 이루어졌다. 《Lobotomy: Surviving the Ramones》라는 이름으로 2016년에 재출판하였다. 디 디는 베로니카 코프만과 공동으로 썼다. 다른 논픽션 책인 《Legend of Rock Star》는 2001년 봄 유럽 투어 때 발간하였다.
소설 《Chelsea Horror Hotel》은 2001년 5월에 발매하였다.

## 디스코그래피

### 라몬스
- Ramones (1976)
- Leave Home (1977)
- Rocket to Russia (1977)
- Road to Ruin (1978)
- It's Alive (1979)
- End of the Century (1980)
- Pleasant Dreams (1981)
- Subterranean Jungle (1983)
- Too Tough to Die (1984)
- Animal Boy (1986)
- Halfway to Sanity (1987)
- Brain Drain (1989)
- ¡Adios Amigos! (1995) ("Born to Die in Berlin"에 게스트로 참여함)
- You Don't Come Close (2001)
- NYC 1978 (2003)

### 솔로
- Standing in the Spotlight (1989)
- I Hate Freaks Like You (1994)
- Zonked! (1997)
- Hop Around (2000)
- Greatest & Latest (2000)

## 비디오그래피
- 1987 – Funky Man
- 1994 – I'm Making Monsters For My Friends
- 2002 – In a Movie (OST "Bikini Bandits")
- 2012 – The Crusher (Short Promo)